# Konstnärliga teatern

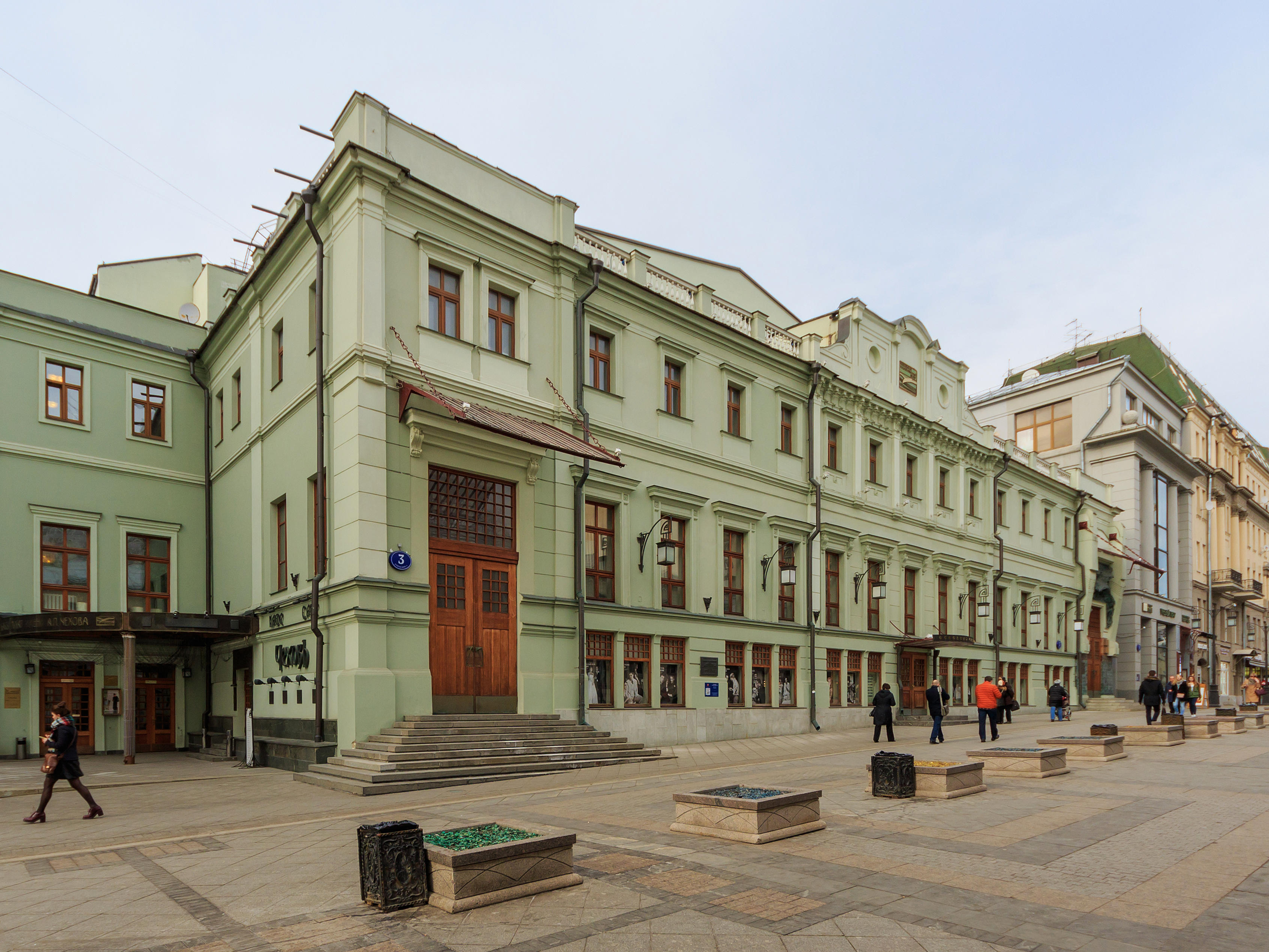
Konstnärliga teatern

Konstnärliga teatern (ryska: Московский Художественный Академический Театр; Moskovskij Chudozjestvennyj Akademitjeskij Teatr, Мchat) är en legendarisk teater i Moskva, Ryssland. Grundad 1897 av bland annat Konstantin Stanislavskij tillsammans med hans kollega Vladimir Nemirovitj-Dantjenko. Här arbetade dramatikern Anton Tjechov under flera år och här uruppfördes också de flesta av hans kända pjäser.